# پرواز به سوی مینو
پرواز به سوی مینو فیلمی به کارگردانی تقی کیوان سلحشور و نویسندگی عسگر قدس ساختهٔ سال ۱۳۵۸ است.

## بازیگران
- حبیب اسماعیلی
- حمید دلشکیب
- منوچهر افسری
- اکبر یادگاری
- شهره کاظمی